# 1563
سنة 1563 كانت سنة بسيطة تبدأ يوم الجمعة (الرابط يظهر نموذج التقويم الكامل للسنة) من التقويم اليولياني.

## أحداث
- تأسيس مدينة كارتاغو، كوستاريكا [الإنجليزية] وتقع حاليا في كوستاريكا.
- 17 يونيو: تأسيس مدينة إيكا وتقع حاليا في بيرو.
- 15 أغسطس: تأسيس مدينة ماكاس وتقع حاليا في الإكوادور.
- حصار وهران و المرسى الكبير في الفترة ما بين أبريل ويونيو.

## مواليد
- الغورو أرجان

## وفيات
- آرثر بروك شاعر بريطاني
- إيتيان دو لا بويسيه
- تيودوسيو الأول دوق براغانزا
- فرانسوا، دوق غيس
- فرانسيسكو نيجري
- فيلهلم فون براندنبورج قس لاتفي